# Párkai István
Párkai István (Budapest, 1928. június 30. – Budapest, 2023. március 17.) A Nemzet Művésze címmel kitüntetett, Kossuth-díjas és Liszt Ferenc-díjas magyar karmester, karvezető, tanár.

## Élete, munkássága
Felsőfokú zenei tanulmányait 1938-ban kezdte a budapesti Liszt Ferenc Zeneművészeti Főiskolán, zongora szakon. Mestere Ambrózy Béla volt. Tanulmányait csak a második világháború után, 1953-ban fejezte be. E tanulmányaival részben párhuzamosan, 1950–1955 között a karmesterképző szakot is elvégezte, itt Somogyi László volt a tanára.
Zongoraművészi diplomája megszerzése után, 1953-ban a főiskola oktatója lett a karvezetés tanszakon. Először tanársegédként, majd adjunktusként, docensként és egyetemi tanárként oktatott, 1981–1994 között a Középiskolai énektanár és karvezetőképző szak tanszékvezető egyetemi tanára volt. Nyugdíjba vonulása óta professor emeritusként tevékenykedik az Alkotóművészeti és zeneelméleti ismeretek tanszéke Karmester és karvezetés szakcsoportja keretén belül. Számos karvezető tanítványa működik szerte az országban.
Alapítója a Liszt Ferenc Kamarakórusnak (1963), amellyel fellépett itthon, Európában és az USA-ban. Sikereiket számos díj jelzi: Spittal an der Drau, Arezzo, Middlesbrough, a BBC kórusversenye. A kórusnak harminc évig volt vezető karmestere, és számos kortárs hazai és külföldi zeneszerző művét mutatták be (Sáry László, Dubrovay László, Kocsár Miklós, Orbán György, Ligeti György, Francis Poulenc, Olivier Messiaen stb.). Ugyanakkor a régi korok zenéje is foglalkoztatta, hangversenyszerű előadásban bemutatta Henry Purcell Dido és Aeneas és Christoph Willibald Gluck Alkésztisz című operáját. A Liszt Ferenc Zeneművészeti Egyetem nagy kórusával Liszt Ferenc és Kodály Zoltán jelentős kórusait is bemutatta, és több amatőr kórus élén is fellépett.
A Magyar Kórusok és Zenekarok Szövetségének tiszteletbeli elnöke. Tankönyvet írt a kórusvezénylés alapjairól. Hazai és nemzetközi versenyek zsűritagja, karvezetői kurzusok vezetője. Számos hangfelvétel készült közreműködésével, Carissimitől Kodályig.
2013-tól volt a Magyar Művészeti Akadémia rendes tagja.

## Kötetei
- A kórusvezénylés alapjai; NPI, Budapest, 1969
- A kórusvezénylés alapjai; Veszprémi Egyetem, Veszprém, 1994

## Elismerései
- Liszt Ferenc-díj (1978)
- Artisjus-díj (1995, 1999)
- Bartók–Pásztory-díj (1977)
- A Magyar Köztársasági Érdemrend tisztikeresztje (1998)
- Érdemes művész (2001)
- KÓTA-díj (2004)
- Kossuth-díj (2007)
- A Nemzet Művésze (2014)